# 艾斯泰赖格涅
艾斯泰赖格涅，是匈牙利佐洛州所辖的一个村，总面积20.09平方公里，总人口720，人口密度35.8人/平方公里（2010年1月1日）。